# 澤宮有希
澤宮 有希（さわみや あき、1980年12月23日 - ）は、日本の元AV女優。
東京都出身。
血液型：A型、身長：151cm、スリーサイズ：B81・W58・H82、趣味：料理。

## 略歴
2000年にAVデビュー。ギャル系のキカタン（企画単体）女優。
痴女・レズものを中心に活躍。
同じAV女優だった泉星香とは親友で2人の共演作も多かった。
2003年、森下くるみとの共演作を以って引退した。
その後、2004年に1作品限定で復活した。（正確には2作品）

## 作品

### アダルトビデオ
2000年
- 女子校生れず先輩と私 26（U&K）
- 菅原ちえ監督の私が男を犯す瞬間（9月5日、ハムレット）

2001年
- 音×3 ザ.ハーレム 1（2月7日、ハムレット）
- 悪戯ドール（2月23日、GLAY'z）※澤宮亜希 名義
- チ●ポなぶりの虜になった私 3（5月10日、ハムレット）
- ザ・筆おろし18（5月28日、クリスタル映像）
- 月刊「ハメ撮り2」（6月8日、ワープエンタテインメント）
- 妹は幼妻（7月12日、クリスタル映像）
- 銀行強盗レイプ 〜戦後最大の立て篭り事件〜（7月19日、ハムレット）
- ワープの陣（9月7日、ワープエンタテインメント）
- ザ・真性痴女マニアシリーズ 男嬲り（9月30日、アリーナ・エンタテインメント）
- SHOOT vol.02（10月1日、ドリームチケット）
- 野獣養成所（三日三晩リベンジ）（10月6日、ハムレット）
- 人気女優で抜こう!!（10月12日、VIP）
- Deep Contents　お姉さんの甘い誘惑（10月18日、LEO）オムニバス作品
- 聖露出 VOL.6A うさみ恭香（10月20日、ナチュラルハイ）
- 裸の季節モニュメント きらめく瞬間の中で…（10月30日、マックス・エー）
- 聖露出 Vol.6B（11月8日、ナチュラルハイ）
- AVW 第六章 「〜AVW対WWAV〜」（12月13日、オブテイン・フューチャー）
- AVW 第七章 「第二試合〜バトルロイヤル」（12月13日、オブテイン・フューチャー）
- AVW 第八章 「レズプレイ リターンズ」（12月13日、オブテイン・フューチャー）
- かけだしAVごっこ VOL.3（12月20日、ナチュラルハイ）
- それゆけ! 痴女ヒッチハイカー!! vol.2（12月21日、メディアバンク）
- SECRET 仮面秘密倶楽部（12月21日、LEO）
- cheese.Oh!My Girlfriend AKI SAWAMIYA（12月31日、cheese.）

2002年
- 女子校生 (裏) SEXファイル　増刊号2（ホットエンターテイメント）オムニバス作品
- 露出刑file2（1月8日、オブテイン・フューチャー）
- EROCCO（1月18日、アリーナ）
- 女子校生聖水露出2（1月19日、ネクストイレブンクラブ）オムニバス作品
- Pheromone いやらしい女（2月15日、LEO）オムニバス作品
- 澤宮有希だもん!（2月20日、ホットエンターテイメント）
- 露出刑2 渋谷・徐行編 澤宮有希・ちひろ（2月22日、オブテイン・フューチャー）
- AV虎の穴 AV女優の作り方（3月1日、ワンズファクトリー）
- shake it!（3月8日、オブテイン・フューチャー）
- スペレズ娘（3月15日、MOODYZ）
- バーチャル・ファッカー（3月20日、SODクリエイト）
- 幻の発売中止作品集 〜AV制作者必見!!駄作こうして作られた〜（3月20日、SODクリエイト）オムニバス作品
- コスプレダーク・エンジェル（3月22日、ケイ・エム・プロデュース）オムニバス作品
- EROCCO（3月31日、アリーナエンタテインメント）オムニバス作品
- 発情ダブルま○こ（4月6日、ドグマ）
- AVW　第十五章「暴走」（4月11日、オブテイン・フューチャー）
- AVW　第十六章「衝撃」（4月11日、オブテイン・フューチャー）
- まるごと あきちゃん（4月12日、ネクストイレブンクラブ）
- 癒してほしい（4月19日、LEO）オムニバス作品
- 淫語すぺしゃる1（4月26日、ワイルドサイド）
- ハッシャ アワー（4月30日、アリーナエンタテインメント）オムニバス作品
- 誘拐監禁強姦（5月15日、エイチエス映像）
- 顔射ぶっかけ町内引き回しの刑 vol.3（5月17日、ナチュラルハイ）
- 24人のカリスマアイドル（5月17日、ケイ・エム・プロデュース）
- AVW　第十九章「暗雲編〜第一部」（5月22日、オブテイン・フューチャー）
- AVW　第二十章「暗雲編〜第二部」（5月22日、オブテイン・フューチャー）
- AVW　第十七章「AVランブル編〜第一部」（5月30日、オブテイン・フューチャー）
- AVW　第十八章「AVランブル編〜第二部」（5月30日、オブテイン・フューチャー）
- チュッ! 夏パンティ 三人娘。（6月8日、アルファーインターナショナル）
- Double! 2 vol.05 サウンドマスターベーション（6月12日、桃太郎映像出版）
- 調教レズ（6月14日、aini（ピエロ））
- 澤宮有希のラブホでLOVE（6月14日、メディアバンク）
- ROOM 裸の18歳（6月14日、LEO）
- バーチャル女子校生野外デート 澤宮有希ちゃん（6月15日、ホットエンターテイメント）
- Gorgeous Sisters（6月21日、ビデオバンク）
- ラブラブ Gets Chu ハイスクール Vol.5（6月30日、アリーナエンタテインメント）
- スーパーバーチャオナ　vol.6（7月25日、アルファーインターナショナル）
- 元気のでるエロス（7月26日、aini（ピエロ））
- 澤宮有希の変態コスプレランド（8月2日、メディアバンク）
- 初めてのディープキス 番外編 接吻コンテスト Vol.3 DeepKissクイーンを探せ!!　（8月4日、SODクリエイト）
- ケイコ先生（8月8日、アイデアポケット）
- My Fairy（8月10日、ホットエンターテイメント）
- 家庭教師は女子大生 Spacial 4（8月23日、クリスタル映像）オムニバス作品
- レズる!3 女が女に溺れて、いいの?（9月10日、ドグマ）
- Love Memory（9月14日、Grass One software）
- おさな姫の食い込みスジ徹底研究（9月15日、ホットエンターテイメント）
- ぶちぎれお嬢さま（9月24日、クリスタル映像）
- 大都会露出ドライブMAX（9月28日、ペニーレイン）
- サラ金OLレイプ 強制レズ姉妹（10月8日、アタッカーズ）
- 痴女行為中毒になった私たち3 女医さんと看護婦さんはどうやって性欲を処理しているのか?（10月10日、ドグマ）
- 月刊アブノーマルズ2〜しごいて犯して〜（10月25日、ジーメディア）オムニバス作品
- WWAV 〜第二章〜 兆し（10月25日、オブテイン・フューチャー）
- ザーメンヴァリートゥード 全日本ザーメン女優選手権大会（11月1日、MOODYZ）
- ザーメンヴァーリトゥード〜場外スペレズ乱交編〜（11月1日、MOODYZ）
- レズろう!!（11月4日、ダッシュ（ハンドメイドビジョン））
- グッドペローズ（11月15日、ホットエンターテイメント）
- イカサレ4時間（11月15日、ケイ・エム・プロデュース）
- BODY TIGHTS 3rd.（11月18日、V&Rプランニング）
- 有名女優 大暴露（11月20日、ネクストイレブンクラブ）
- 長瀬愛のレズ第2弾 澤宮有希ちゃんと濃厚レズファック（12月6日、素人倶楽部）
- Passionate Lesbian 〜薔薇のように情熱的なKiss〜（12月12日、AVS）
- Sweet Heart vol.1　DVD-PG（12月12日、グラスワン・ソフトウェア）
- 淫乱伝説　痴女スペシャル（12月13日、デジタル・ドリーム・デベロップメント）
- 24人のカリスマアイドル2（12月13日、ケイ・エム・プロデュース）
- エロ熟女三姉妹 vol.2（12月14日、アルファーインターナショナル）
- OFF ☆ SHOT!（12月14日、ベスト・パートナーズ）
- 露出フレンド（12月20日、ドグマ）
- WWAV 〜最終章 JUDGMENT DAY〜（12月20日、オブテイン・フューチャー）
- 人気女優8人が!!（12月20日、ネクストイレブンクラブ）

2003年
- five X（1月22日、スタイルアート（MOODYZ））
- レズ痴女（2月10日、パジェント）
- 痴女組（2月21日、h.m.p）
- W-Cast女優ノンフィクション エトランゼ…（2月10日、h.m.p）オムニバス作品
- A級性犯罪事件簿 8件の封印された出来事（2月18日、ネクストイレブンクラブ）オムニバス作品
- ボディタイツ9 ジャケットAタイプ（2月21日、V&Rプランニング）
- ボディタイツ9 ジャケットBタイプ（2月21日、V&Rプランニング）
- AVW LEGEND BATTLE SIDE（2月25日、ブイハート）
- 祝!!脱童貞!!筆おろし2 感謝感激4時間DX（2月28日、クリスタル映像）オムニバス作品
- 女子校生強制わいせつXXXvol.5（2月28日、クリスタル映像）オムニバス作品
- five X 番外編（3月1日、スタイルアート）
- ラヴラヴ　Get-Chu ハイスクール 8 生 キノコ狩りの放課後（3月1日、アリーナエンターテインメント）
- Wレズビアン〜痴女（3月15日、スタイルアート）
- 性犯女子校生暴行（3月15日、ネクストイレブンクラブ）
- フェッチモニ完全ベスト!-つんつくプロデュース-（3月28日、シャイ企画）
- 龍縛監禁凌辱 聖職崩壊の刻（4月8日、アタッカーズ）
- ゴーマン（4月11日、メディアバンク）
- 乱好（4月18日、LEO）オムニバス作品
- Sweet モデルズ（4月21日、ビデオバンク）オムニバス作品
- コスプレすぺしゃるセー○ー戦士編3（4月30日、シャトルジャパン）
- 私の変態を見てださい3 M性痴女・澤宮有希&素人女・藤谷さくら（4月30日、AVS）
- 美脚痴女 第4章（5月7日、グットヴィジョン）
- IDOL LES（5月21日、ジャネス）
- 美少女の膨らみ vol.9（5月22日、光夜蝶）
- Dance×Bang（5月31日、ケンシロウ（ジャネス））
- 生 SEX LIVE（6月15日、ホットエンターテイメント）
- AV IDOL エーヴィアイドル（6月22日、Pretty）
- 男根少女（7月10日、ドグマ）
- マイガール（7月10日、マルクス兄弟）
- 快即! 満淫電車 痴漢の後始末（8月22日、スターボード）
- Sexすれば元気になれる!! おまかせ即尺クリニック（8月22日、クリスタル映像）オムニバス作品
- 痴女優コレクション オナニー編（8月22日、笠倉出版社）オムニバス作品
- PROVOCATION DANCE（8月30日、ジャネス）
- 痴女フェロモン（10月1日、マルクス兄弟）
- 痴女優コレクション おしゃぶり編（10月31日、笠倉出版社）オムニバス作品
- 濡れた下半身 vol.1 澤宮有希・黒田星南（11月5日、淫美）
- THE FUCK FUCK FUCK XXX vol.8（12月12日、クリスタル映像）オムニバス作品
- 痴女優コレクション おしゃぶり編（12月19日、笠倉出版社）オムニバス作品

2004年
- 牧原れい子先生の素人娘手コキ鑑賞ゼミナール（5月20日、SODクリエイト）
- 痴女的思考ト妄想（6月28日、X-RATED）
- 女ツボふり丁半勝負(DPG)~8名以上~（7月23日、aini（ピエロ））
- DANCE QUEENS2 前編（11月15日、スタイルアート）
- DANCE QUEENS2 後編（11月15日、スタイルアート）

発売日不明
- 非日常的悶絶遊戯 第七章（AVS）
- 生でベロベロいかせて!19 【12人の咥える女たち】（ボーダー）

他

### テレビ
- スキヤキ!!ロンドンブーツ大作戦(2001年、テレビ東京)ヤミスキ出演